# Clarence Hutchenrider
Clarence Behrens Hutchenrider (*  13. Juni 1908 in Waco, Texas; † 18. August 1991 in New York City) war ein US-amerikanischer Jazzmusiker (Saxophone, Klarinette) des Swing.
Häufig wird die falsche Schreibweise Hutchinrider benutzt.
Hutchenrider lernte mit 13 Jahren Klarinette (nachdem er zunächst Saxophon lernen wollte) und spielte in Texas in Tanzbands. Er befreundete sich mit dem Saxophonisten und Arrangeur Lyle „Spud“ Murphy, spielte mit diesem 14 Monate in der Band von Ross Gorman (1928) und dann in der Band des Geigers Austin Wiley (1931), in der er Artie Shaw ersetzte und in Pennsylvania und Ohio tourte. 1931 bis 1943 war er Mitglied des Casa Loma Orchestra von Glen Gray. Er spielte sowohl Saxophon als auch Klarinette (gelegentlich auch Flöte, Gesang) und war im Orchester Solist unter anderem in deren Theme-Song Smoke Rings. Er spielte neben Klarinette auch Saxophon (wenn er auch keine größere Rolle auf diesem Instrument in der Jazzgeschichte spielte) und sein Baritonsaxophon-Solo in I Got Rhythm vom 30. Dezember 1933 (Brunswick 6800) gilt als wahrscheinlich erste ausgedehntere Solo-Aufnahme auf diesem Instrument. Dick Sudhalter bescheinigte ihm auf diesem Solo eine geschmeidige, Klarinetten-artige Spielweise und Gunther Schuller hielt es für eine seiner besten Improvisationen. Nach Sudhalter war er „unzweifelhaft“ der führende Soloist des Casa Loma Orchesters.
Nach Albert McCarthy waren seine Solos flüssig und stets interessant, sein breiter, mächtiger Ton erinnere teilweise an Edmond Hall und er konnte seine Phrasierung breit variieren. Nach Gunther Schuller war er einer der populärsten Solisten des Casa Loma, manchmal technisch etwas erratisch, er konnte seine Solos aber mit einer Art spontaner freigeistiger Energie vortragen. Später passte er sich dem Benny Goodman Stil an. Jeffrey Cooper stellte fest, dass sein Klarinettenspiel am besten in seinen vielen schnellen drängenden Solos im oberen Register war und dass sein dünner, manchmal wispernder Ton sich durch formende Phrasierung und schon 1931 durch einen gut entwickelten Sinn für Swing auszeichnete.
Nach seiner Zeit im Casa Loma war er bis 1946 bei Jimmy Lytell in der ABC Radio-Band, was er aufgrund einer Lungenerkrankung beenden musste. Danach war er Freelancer in New York, der auch eigene Bands leitete (so 1958 bis 1965 ein Trio im Gaslight Club). Er spielte in den 1950er Jahren mit Walter Davidson. 1966 bis 1974 spielte er bei Bill´s Gay Nineties und er spielte bei den von Vince Giordano gegründeten New California Ramblers unter Dick Sudhalter (1976, 1979) und den New Orleans Nighthawks von Vince Giordano.
Seit den 1950er Jahren lebte er in Flushing (New York) und trat noch in den 1980er Jahren regelmäßig in New Yorker Clubs auf. Ab 1982 war er Mitglied der Gully Low Jazzband von David Ostwald. Er war von 1931 bis 1985 an 170 Aufnahmesessions beteiligt, außer den genannten bei Mildred Bailey, Pee Wee Hunt, Bobby Hackett, Bob Thiele und Warren Vaché.
Er war zweimal verheiratet und hatte aus erster Ehe eine Tochter.